# Nuno Maulide
Nuno Maulide (* 17. Dezember 1979 in Lissabon) ist ein portugiesischer Chemiker. Seit 2013 ist er Professor für Organische Synthese an der Universität Wien. Vom Klub der Bildungs- und Wissenschaftsjournalisten wurde er als österreichischer Wissenschafter des Jahres 2018 ausgezeichnet.

## Leben
Nuno Maulide begann 1998 ein Chemiestudium am Instituto Superior Técnico in Portugal. Später studierte er an der belgischen Université catholique de Louvain und der École polytechnique in Paris. Parallel absolvierte er ein Klavierstudium. 2003 beendete er sein Studium als Master of Science, danach absolvierte er ein Doktoratsstudium an der Katholieke Universiteit Leuven, wo er 2007 promovierte. 2007/08 folgte ein Aufenthalt an der Stanford University als Postdoktorand bei Barry M. Trost. Ab 2009 forschte er mit seiner eigenen Forschungsgruppe am Max-Planck-Institut für Kohlenforschung in Mülheim an der Ruhr.
Im Juli 2013 habilitierte er sich auf dem Gebiet der Organischen Chemie an der Ruhr-Universität Bochum, anschließend wurde er als Nachfolger von Johann Mulzer als ordentlicher Professor an die Universität Wien berufen. 2018 wurde er zum korrespondierenden Mitglied der mathematisch-naturwissenschaftlichen Klasse der Österreichischen Akademie der Wissenschaften (ÖAW) ernannt, seit Herbst 2018 forscht er auch am Forschungszentrum für Molekulare Medizin (CeMM) der ÖAW als Adjunct Principal Investigator. Im Jänner 2020 wurde er Leiter des neu eröffneten Christian Doppler Labors für Entropieorientiertes Drug Design an der Universität Wien. 2021 wurde er zum wirklichen Mitglied der ÖAW gewählt.
Maulide forscht auf dem Gebiet der Stereoselektiven Synthese organischer Verbindungen und beschäftigt sich mit der Totalsynthese biologisch aktiver Moleküle. Er entwickelte unter anderem eine neue Synthesemethode für 1,4-Dicarbonyle, die in der Entwicklung der Krebstherapie eine Bedeutung haben.

## Auszeichnungen (Auswahl)
- 2012: Starting Grant des Europäischen Forschungsrates (ERC)[8]
- 2013: Heinz-Maier-Leibnitz-Preis[8]
- 2016: Consolidator Grant des ERC[2]
- 2019: Wissenschafter des Jahres 2018 des Klubs der Bildungs- und Wissenschaftsjournalisten[2][3]
- 2019: Lieben-Preis 2018[10][11]
- 2020: Novartis Chemistry Lectureship 2020/21[12]
- 2021: Wirkliches Mitglied der Österreichischen Akademie der Wissenschaften[7]
- 2021: Guthikonda Lectureship der Stanford University[13]
- 2023: ERC Proof of Concept (PoC) Grant[14][15]
- 2024: ERC Advanced Grant[16][17]
- 2024: Korrespondierendes Mitglied im Ausland der Akademie der Wissenschaften von Lissabon[18]

## Publikationen (Auswahl)
- mit Dainis Kaldre und Immo Klose: Stereodivergent synthesis of 1,4-dicarbonyls by traceless charge–accelerated sulfonium rearrangement. In: Science. Vol. 361, Nr. 6403, 17. Aug 2018, S. 664–667.
- mit Tanja Traxler: Die Chemie stimmt! Eine Reise durch die Welt der Moleküle. Residenz Verlag, Salzburg/Wien 2020, ISBN 978-3-7017-3505-1.